# Балюстрада

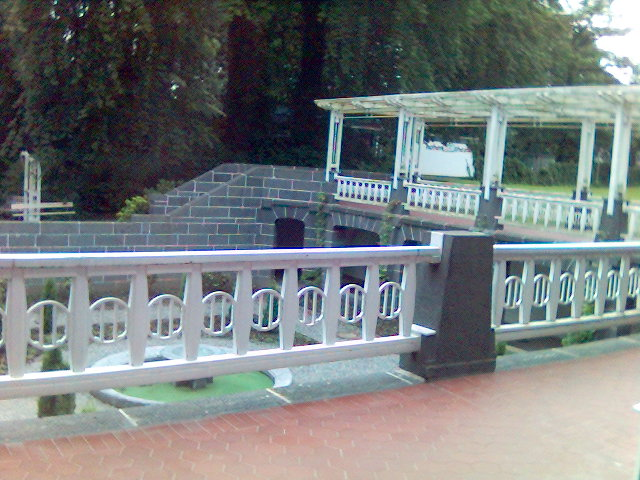
Сучасна балюстрада

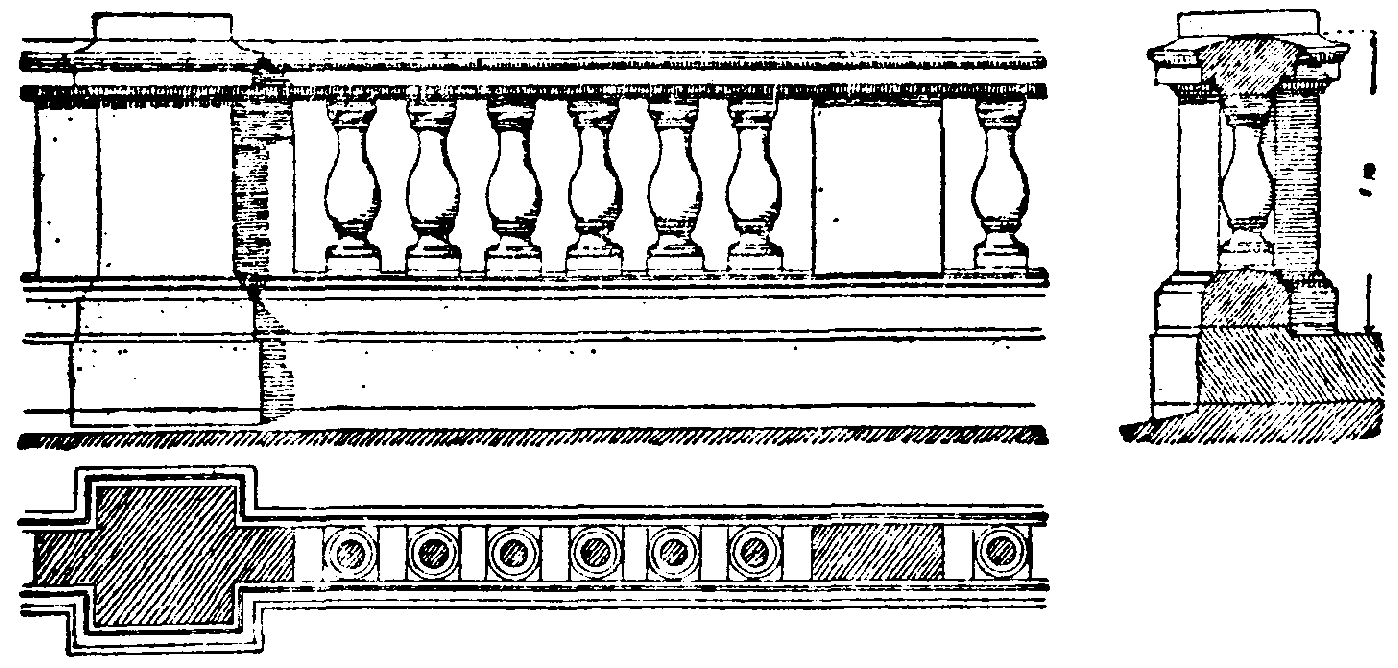
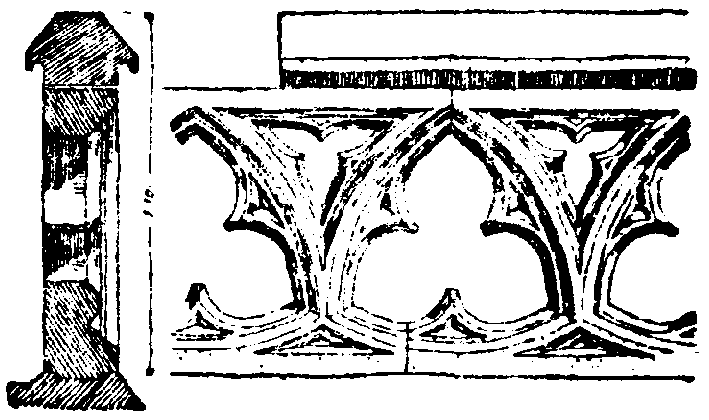
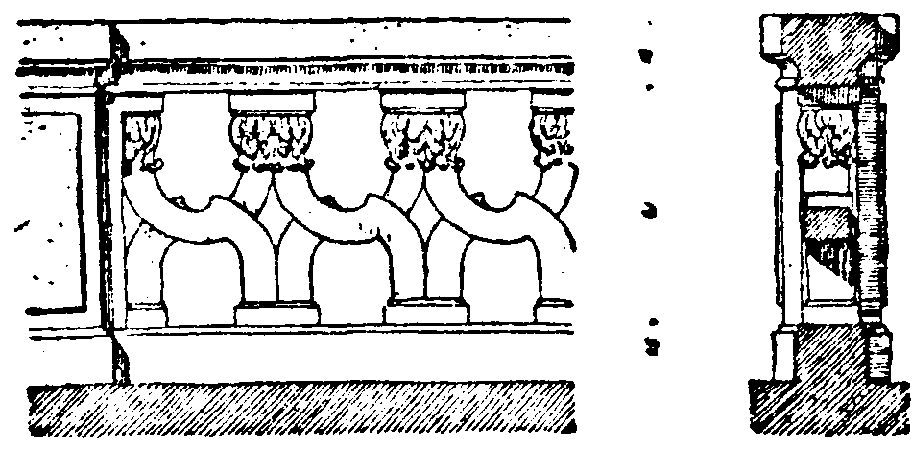
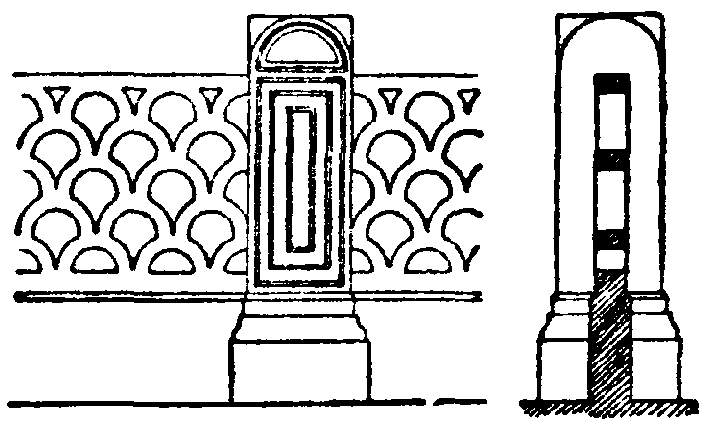

Балюстра́да (італ. balaustrata, фр. balustrade, від balustre — «балясина») — невисока наскрізна огорожа балконів, терас, галерей, сходів або дахів, яка сформована з ряду фігурних балясин чи стовпчиків, вгорі з'єднана горизонтальними перилами, плитою, а внизу спирається на цоколь у вигляді бруса, що може бути оформлений різними обломами. Балюстрада є частиною архітектурного оздоблення будівель.
Доволі часто стовпчики між балясинами завершувались обелісками і вазами (вазонами), створюючи органічний перехід до стіни або даху. Виконується з каменя, дерева, металу. Розміри балюстрад тісно пов'язані з фізичними розмірами людини і на відміну від більшості ордерних форм не збільшуються і не зменшуються залежно від масштабу і параметрів будівлі. Балюстрада мала і символічне значення — недоторканості огородженого простору.